# Villardiegua da Ribera
Villardiegua da Ribera (Villardiegua de la Ribera em espanhol) é um município raiano da Espanha na província de Zamora, comunidade autónoma de Castela e Leão, de área 29,14 km² com população de 162 habitantes (2004) e densidade populacional de 5,56 hab/km².

## Demografia
| Variação demográfica do município entre 1991 e 2004 | Variação demográfica do município entre 1991 e 2004 | Variação demográfica do município entre 1991 e 2004 | Variação demográfica do município entre 1991 e 2004 |
| --------------------------------------------------- | --------------------------------------------------- | --------------------------------------------------- | --------------------------------------------------- |
| 1991                                                | 1996                                                | 2001                                                | 2004                                                |
| 198                                                 | 182                                                 | 154                                                 | 162                                                 |